# MK-17
El MK-17 es una bomba británica de gran tamaño utilizada profusamente en la guerra de las Malvinas por parte de Argentina y del Reino Unido. Su desempeño es objeto de controversia y debate por no haber explotado en algunas ocasiones.

## Usuarios
- Argentina
  - Fuerza Aérea Argentina
- Reino Unido
  - Marina Real
  - Real Fuerza Aérea

## Historia operacional
Argentina y Reino Unido utilizaron la bomba MK-17 en la guerra de las Malvinas. El bombardero británico Vulcan B.2 y el cazabombardero Sea Harrier FRS.1 utilizaban la bomba. Los aviones argentinos Canberra BMK-62, A-4 Skyhawk y Dagger bombardeaban con la misma bomba. Los aviadores argentinos otorgaron al proyectil el apodo de «la bombola».
Las fuerzas aéreas de ambos bandos enfrentaban una artillería antiaérea muy efectiva. Entonces los ataques con bombas se efectuaban a muy baja altura y pasando horizontalmente sobre el blanco. Se le adosaba un dispositivo de frenado —un paracaídas— para evitar el rebote en el suelo o el agua y alejarla del avión para mantener al avión lo suficientemente lejos en el momento de la explosión.
En los primeros días las MK-17 con paracaídas argentinas no explotaron debido a la escasa altura de lanzamiento que no daba tiempo para el armado de las espoletas. Los militares argentinos buscaron en su arsenal una bomba cuya espoleta se activara inmediatamente después del lanzamiento y diera tiempo al avión para alejarse. Esa bomba resultó ser la MK-17. El armamento continuaba siendo anticuado, ya que la energía de la MK-17 lanzada a la velocidad del A-4 (1000 km/h aproximadamente) hacía que aquella atravesara una fragata o destructor de lado a lado y explotara en el mar y lejos de éstos. Los aviadores argentinos continuaron utilizándola igualmente considerando la posibilidad de que una parte pesada del barco retuviera a la bomba. En este caso aparecían dos posibilidades; una era que la bomba explotara y hundiera al barco, tal como ocurrió con la fragata HMS Antelope; y la otra era que la bomba destruyera elementos vitales del barco forzándolo a abandonar la guerra para someterse a reparaciones.
El 11 de mayo de 1982 el Comando de la Fuerza Aérea Sur decidió armar a sus A-4 Skyhawk con la MK-17. El primer teniente Fausto Gavazzi del Grupo 5 de Caza realizó un vuelo y lanzamiento para comprobar su factibilidad técnica con el A-4B Skyhawk C-206. Hasta entonces solo los bombarderos argentinos Canberra BMK-62 usaban la bomba.